# 常祥霖
常祥霖（1946年10月—），男，满族，北京人，中国曲艺评论家，中国曲艺家协会理事，中国戏剧家协会理事，中国文艺评论家协会理事，国家非物质文化遗产保护工作专家委员会委员。